# Konsthögskolan Valand
Konsthögskolan Valand var en konstnärlig institution vid Göteborgs universitet, sedan 2020 sammanslagen med Högskolan för design och konsthantverk (HDK) under namnet HDK-Valand.
Konsthögskolan Valand hade sitt ursprung i Göteborgs Musei Ritskola som grundades 1865 i Ostindiska huset. Från 1886 hade skolan lokaler i Valandhuset på Vasagatan och kallades sedan denna tid allmänt Valands målarskola, även om det officiella namnet var Göteborgs musei rit- och målarskola. Först år 1950 blev Valands konstskola del av skolans officiella namn. År 1970 togs skolan över i kommunal regi och flyttade till fastigheten Lindholmsskolan på Lindholmen på Hisingen. År 1977 förstatligades skolan och fick högskolestatus under Göteborgs universitet. Den bytte därför namn igen, nu till Konsthögskolan Valand. På 1990-talet flyttade skolan tillbaka till Vasagatan, nu till Vasagatan 50 i Chalmers tekniska högskolas gamla skolbyggnad. År 2012 omorganiserades skolan till Akademin Valand och samma höst flyttade övriga delar av Akademin Valand in i lokalerna.

## Historik
När Göteborgs Musei Ritskola invigdes den 4 oktober 1865 av landshövdingen Albert Ehrensvärd, låg den i Ostindiska Kompaniets lokaler, nuvarande Göteborgs stadsmuseum. Skolan grundades på förslag av Styrelsen för föreläsningars hållande där bland andra redaktören S A Hedlund ingick. Redan från start hade man cirka 170 elever per år, med en jämn könsfördelning. Detta var till stor del elever vid stadens skolor, som här fick en kompletterande undervisning. År 1869 inrättades den första klassen i måleri. Efter hand fick skolan en inriktning mot vuxna elever. Dessa var dels kvinnor, gärna ur de högre samhällsklasserna, som var intresserade av teckning och målning som en fritidssysselsättning, dels personer som var inriktade på en verksamhet som professionella konstnärer. Den förra gruppen var viktig för skolans ekonomi, eftersom de betalade för undervisningen, men det är den senare som givit skolan dess plats i den svenska konsthistorien.
Skolans styrelse och föreståndare hade länge planerat för en omorganisation av verksamheten, och under hösten 1885 presenterade ordförande major Detlof Odelstierna ett förslag till styrelsen. Nya förslag följde på det. Skolans föreståndare Berndt Lindholm ställde sig positiv till att utvidga ritskolan till en rit- och målarskola, med nya lokaler i Aktiebolaget Valands hus. Målarskolan borde ha minst två lärare enligt Lindholms förslag: en figurmålare och en landskapsmålare, båda med en årslön av 2 500 kronor. Vikten av att framstående konstnärer anställs som lärare, framhölls speciellt av Lindholm. En beredning på tre man tillsattes av museets styrelse för att utvärdera förslagen till omorganisation: Pontus Fürstenberg, Sven Adolf Hedlund och Gustaf Svanberg. Styrelsen beslöt därefter den 10 maj 1886 att skolan till hösten skulle flytta in i Valands hus som rit- och målarskola. Ur den Dahlgrenska fonden togs årshyran på 1 600 kronor, vilket beslutades först efter votering och med sex röster mot fem. Skolan flyttade in i det nybyggda Valandhuset i hörnet av Kungsportsavenyn och Vasagatan 41. Målarskolans ateljéer fanns i den övre våningen - tillsammans med Konstföreningens och Gnistans lokaler - och bestod av en större och en mindre sal, i vilka det var mycket högt till taket.
Detta var ett "kulturpalats" tillkommet genom privata donationer, delvis i opposition till det äldre Göteborgs museum, men där skolan kunde få plats i lokaler som annars stod outnyttjade. Idag rymmer Valandhuset restaurang och festvåning, medan namnet för de flesta göteborgare främst förknippas med en viktig spårvägsknutpunkt.
Under de första 20 åren i Valandhuset undervisade en rad kända konstnärer vid målarskolan: Carl Larsson, Bruno Liljefors, Georg och Hanna Pauli samt Carl Wilhelmson. 
Mellan 1912 och 1916 är Axel Erdmann, utbildad under Anders Zorn och Richard Bergh, lärare på Valand. Erdmann var av den gamla skolan, och var främmande för t.ex. Matisse, Grünewald och Hjertén. Men under denna tid får modernismen in en fot på skolan, genom Birger Simonsson och Sigfrid Ullman (båda medlemmar av De unga), och även eleven Gustaf Tenggren tar till sig modernismen och gör senare karriär hos Disney.
Driften av fastigheten krävde stora belopp, vilket inte hyrorna täckte, och på 1915–1920-talet hade flera av mecenaterna gått ur tiden som tidigare stöttat verksamheten. Göteborgs stad kunde inte skjuta till medel, varför ordenssällskapet Göta Par Bricole gick in och köpte Valandshuset i april 1922 för cirka 300 000 kronor.
År 1925 flyttades verksamheten från Valandhuset till lokaler bakom Göteborgs konsthall vid Götaplatsen. Dessa lokaler var före detta utställningslokaler från Jubileumsutställningen i Göteborg 1923. Under denna period var Tor Bjurström lärare, och han hade elever som Inge Schiöler, Ivan Ivarson, Nils Nilsson och Ragnar Sandberg, konstnärer som senare skulle få epitetet Göteborgskoloristerna. Bjurström efterträddes 1929 av Sigfrid Ullman som hade elever som Alf Lindberg och Torsten Billman.

### Valands konstskola

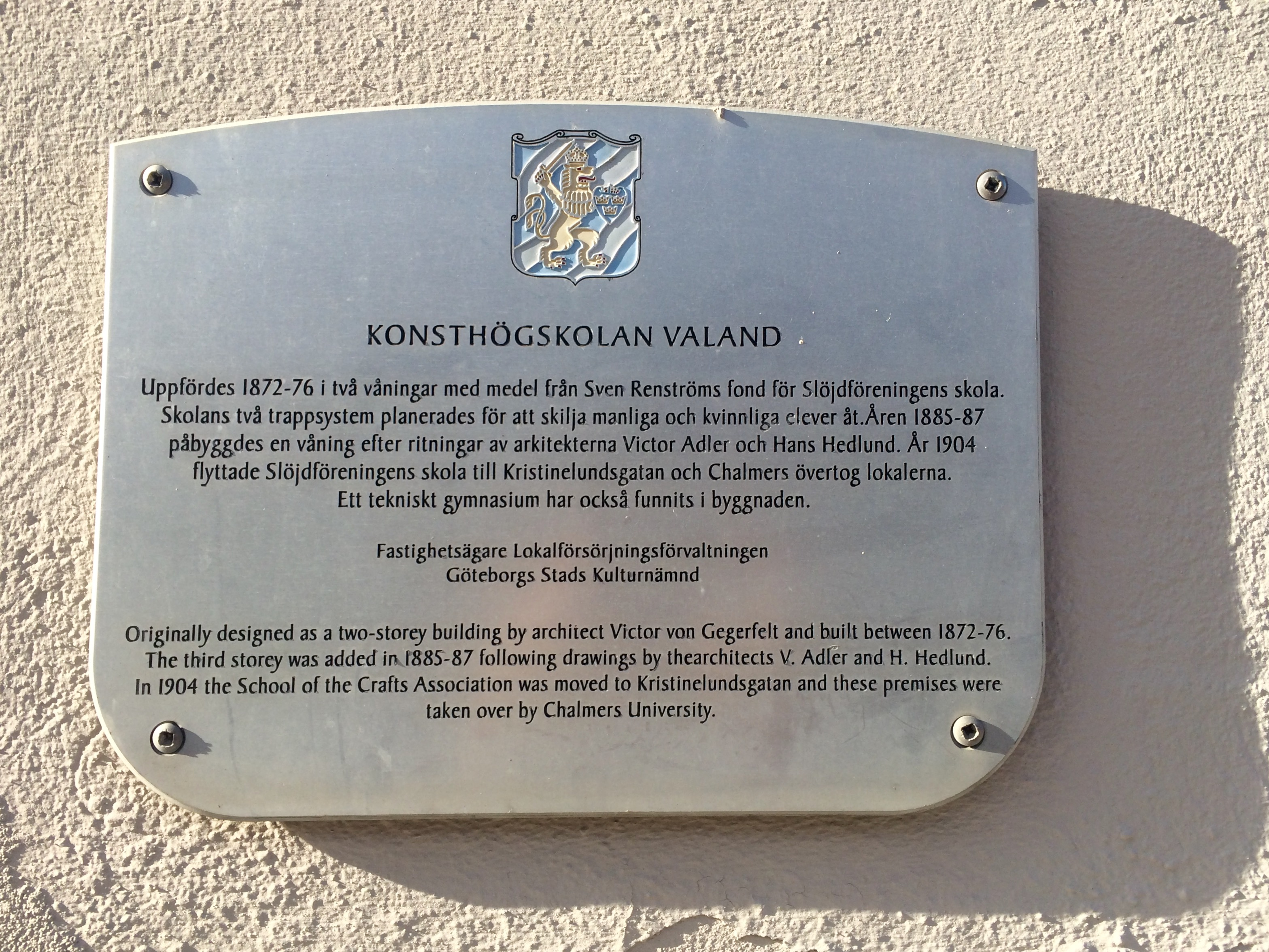
Plakett uppsatt på husfasaden vid Vasagatan 50 i Göteborg. Den är uppsatt som en del av Göteborgs stads kulturnämnds "Projekt Husmärkning" omkring år 2000/2001.

Skolan flyttade till nya lokaler vid Doktor Saléns gata i Guldheden den 17 november 1950 och bytte samtidigt namn till Valands konstskola. Terrängförhållandena vid Doktor Saléns gata, där HSB skulle bygga, utgjorde en nivåskillnad på 7,5 meter mellan husets båda fasader. Det bästa utnyttjandet av terrängen befanns vara att bygga ateljélokaler, som erbjöds konstskolan. Skolan fick därmed 686 kvadratmeter ändamålsenliga lokaler. Från den 1 februari 1951 utökades skolan med en avdelning för skulptur, ledd av konstnären Palle Pernevi. År 1970 togs skolan över i kommunal regi och flyttade till fastigheten Lindholmsskolan på Lindholmen på Hisingen. År 1977 förstatligades skolan och fick högskolestatus under Göteborgs universitet. Den bytte därför namn igen, nu till Konsthögskolan Valand.
På 1990-talet flyttade konsthögskolan tillbaka till Vasagatan, men denna gång till huset snett mitt emot Valandhuset på Vasagatan 50 i Chalmers tekniska högskolas gamla skolbyggnad, senare Polhemsgymnasiets. Hösten 2012 flyttade också övriga delar av Akademin Valand in i lokalerna.

### Litterär gestaltning
År 2014 startades på Valand ett konstnärligt magisterprogram i litterär översättning, först i regi av översättaren Johan Öberg. Programmet hade sin föregångare i Södertörns högskolas litterära översättarseminarium. Programmet var på totalt 60 högskolepoäng, gavs på halvfart och var delvis på distans med fyra träffar per termin. Undervisningen hade sin grund i textsamtal kring studenternas översatta texter. Programansvarig 2022 var översättaren Niclas Hval som redan 2014 deltog som lärare för den engelska språkgruppen.

## Föreståndare, prefekter och rektorer
Göteborgs musei ritskola

- Geskel Saloman 1865–1871
- Victor von Gegerfelt 1871–1878
- Bernt Lindholm 1879–1886

Göteborgs musei rit- och målarskola

- Carl Larsson 1886–1888
- Bruno Liljefors 1888–1889
- Johan Ericson och Anna Gardell-Ericson 1889–1890
- Carl Larsson 1891–1893
- Georg och Hanna Pauli 1893–1897
- Carl Wilhelmson 1897–1910
- Gunnar Hallström 1910–1912
- Axel Erdmann 1912–1916
- Birger Simonsson 1916–1919
- Carl Ryd 1919–1920
- Tor Bjurström 1920–1929
- Sigfrid Ullman 1929–1938
- Nils Nilsson 1938–1947

Valands konstskola

- Endre Nemes 1947–1955
- Torsten Renqvist 1955–1958
- Poul Ekelund 1958–1961
- Tore Ahnoff 1961–1971
- Jan Forsberg 1971–1973
- Alvar Jansson 1974–1976
- Tord Tamming 1976–1977[7]

Konsthögskolan Valand

- Georg Suttner 1979–1981
- Tord Tamming 1981
- Jan Brauner 1982–1983
- Birger Mörck 1983–1984
- Svenrobert Lundquist 1984–1987
- Birger Boman 1988–1990
- Bo Sällström 1991–1993
- Håkan Carlsson 1993–1996
- Annika Öhrner 1996–2000
- 2000–2004 var först Hans Hedberg och sedan Susann Brännström vikarierande rektorer.[8]
- Leslie Johnson 2004–2011
- Mats Olsson 2011–2012

Akademin Valand

- Ann-Charlotte Glasberg-Blomqvist 2012–

## Andra lärare i urval
- Palle Pernevi, skulpturlärare 1950–1953
- Peter Dahl, huvudlärare 1971–1973
- Torsten Billman, huvudlärare i grafik 1974–1975